# Hazaña de La Plata
La Hazaña de La Plata es el nombre con que se conoció en Ecuador a un partido de fútbol correspondiente a la Copa Libertadores de 1971, jugado el 29 de abril, en el que el Barcelona Sporting Club, de Ecuador, venció al Club Estudiantes de La Plata, de Argentina. El equipo argentino era el tricampeón vigente de la competencia (1968, 1969 y 1970) y, hasta ese día, se mantenía invicto jugando como local en la historia de sus participaciones por Libertadores. La victoria de Barcelona motivó un aumento en su popularidad, no solo en Guayaquil sino en todo el Ecuador.

## Síntesis del partido

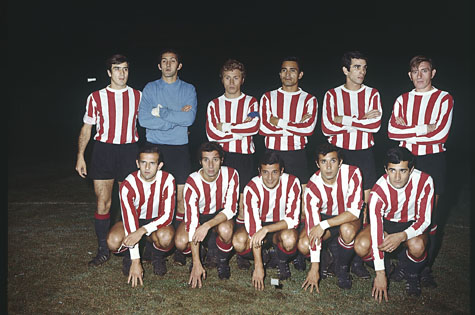
Formación de Estudiantes de La Plata durante el tricampeonato de América.

En su edición del 27 de abril de 1971, la revista deportiva argentina El Gráfico había publicado en la antesala del partido un artículo que decía: "Lo que canta Estudiantes... ¡Mozo, traiga otra Copa!". Entre otras cosas, el autor, Oswaldo Ardizzone, escribió: "De acuerdo; por ahí Barcelona es un equipo de tercera categoría, donde el maestro Spencer está jugando la última parada de su gran carrera goleadora". Debido al previo triunfo de Estudiantes sobre Barcelona por 1-0 en Guayaquil, Ardizzone no escatimaba elogios para ponderar la eficacia de los jugadores del Pincharrata cuando actuaron en condición de visitantes: "Resolvieron el partido nada más que con esa organización para encararlo. Con la seguridad y serenidad del equipo que sabe lo que quiere. Que sabe que en ese tipo de confrontaciones no se gana sobrando aunque el rival sea de tercera categoría (...) Ya sé que Barcelona es un equipo de tercera categoría, pero el partido era allá, en Guayaquil, con las tribunas de Guayaquil y con los 35 grados de Guayaquil".
Estas líneas resultaron ofensivas en Ecuador, al punto que la edición del 3 de mayo de 1971 del diario local El Universo titulaba: "Revista El Gráfico ridiculiza a Guayaquil y al once barcelonés". Efectivamente, ese supuesto equipo "de tercera categoría", acabó siendo capaz de superar en su propia casa y por la Copa a un equipo experto, justamente, en esos partidos de semifinales de Copa. El autor del único gol del partido fue un sacerdote vasco, el padre Juan Manuel Basurco, quien había llegado silenciosamente al Barcelona, y a los 18 minutos del segundo tiempo venció con un derechazo a Gabriel "Bambi" Flores, el arquero de los entonces tricampeones de América. El rival se mantenía invicto en su cancha en los partidos de copa.

## Ficha del partido
| Semifinal de Vuelta Libertadores 1971; 29 de abril de 1971, 21:30 | Estudiantes de La Plata | 0:1 (0:0) | Barcelona               | Estadio Jorge Luis Hirschi, La Plata                     |                                                          |
|                                                                   |                         |           | 62' Juan Manuel Bazurko | Asistencia: 20 000 espectadores Árbitro(s): Héctor Ortiz | Asistencia: 20 000 espectadores Árbitro(s): Héctor Ortiz |

| 1     | POR   | Gabriel Mario Flores  |     |
| 23    | DEF   | Rubén Pagnanini       |     |
| 3     | DEF   | Ramón Aguirre Suárez  |     |
| 14    | DEF   | Hugo Spadaro          | 65' |
| 8     | DEF   | José Hugo Medina      |     |
| 5     | MED   | Juan Miguel Echecopar |     |
| 4     | MED   | Néstor Togneri        |     |
| 10    | MED   | Carlos Pachamé        | 65' |
| 11    | DEL   | Pedro Verde           |     |
| 12    | DEL   | Rubén Bedogni         |     |
| 9     | DEL   | Juan Ramón Verón      |     |
| D. T. | D. T. | Miguel Ignomiriello   |     |

| 1     | POR   | Jorge Phoyú          |     |
| 4     | DEF   | Walter Cárdenas      |     |
| 3     | DEF   | Vicente Lecaro       |     |
| 7     | DEF   | Edison Saldivia      |     |
| 5     | DEF   | Luciano Macias       |     |
| 8     | MED   | José Paés            |     |
| 11    | MED   | Miguel Ángel Coronel | 45' |
| 15    | MED   | Jorge Bolaños        |     |
| 25    | MED   | Washington Muñoz     |     |
| 10    | DEL   | Alberto Spencer      |     |
| 17    | DEL   | Juan Manuel Bazurko  |     |
| D. T. | D. T. | Otto Vieira          |     |

| 7  | MED | Camilo Aguilar | 65' |
| 20 | MED | Daniel Romeo   | 76' |

| 11 | MED | Anderson Hurtado | 45' |

| 62' | Juan Manuel Bazurko | 0:1 |

| Principal  | Héctor Ortíz        |
| Asistentes | Ramualdo Alpi Pihlo |
|            | César Orozco        |

| 1     | POR   | Gabriel Mario Flores  |     |
| 23    | DEF   | Rubén Pagnanini       |     |
| 3     | DEF   | Ramón Aguirre Suárez  |     |
| 14    | DEF   | Hugo Spadaro          | 65' |
| 8     | DEF   | José Hugo Medina      |     |
| 5     | MED   | Juan Miguel Echecopar |     |
| 4     | MED   | Néstor Togneri        |     |
| 10    | MED   | Carlos Pachamé        | 65' |
| 11    | DEL   | Pedro Verde           |     |
| 12    | DEL   | Rubén Bedogni         |     |
| 9     | DEL   | Juan Ramón Verón      |     |
| D. T. | D. T. | Miguel Ignomiriello   |     |

| 1     | POR   | Jorge Phoyú          |     |
| 4     | DEF   | Walter Cárdenas      |     |
| 3     | DEF   | Vicente Lecaro       |     |
| 7     | DEF   | Edison Saldivia      |     |
| 5     | DEF   | Luciano Macias       |     |
| 8     | MED   | José Paés            |     |
| 11    | MED   | Miguel Ángel Coronel | 45' |
| 15    | MED   | Jorge Bolaños        |     |
| 25    | MED   | Washington Muñoz     |     |
| 10    | DEL   | Alberto Spencer      |     |
| 17    | DEL   | Juan Manuel Bazurko  |     |
| D. T. | D. T. | Otto Vieira          |     |

| 7  | MED | Camilo Aguilar | 65' |
| 20 | MED | Daniel Romeo   | 76' |

| 11 | MED | Anderson Hurtado | 45' |

| 62' | Juan Manuel Bazurko | 0:1 |

| Principal  | Héctor Ortíz        |
| Asistentes | Ramualdo Alpi Pihlo |
|            | César Orozco        |

| 1     | POR   | Gabriel Mario Flores  |     |
| 23    | DEF   | Rubén Pagnanini       |     |
| 3     | DEF   | Ramón Aguirre Suárez  |     |
| 14    | DEF   | Hugo Spadaro          | 65' |
| 8     | DEF   | José Hugo Medina      |     |
| 5     | MED   | Juan Miguel Echecopar |     |
| 4     | MED   | Néstor Togneri        |     |
| 10    | MED   | Carlos Pachamé        | 65' |
| 11    | DEL   | Pedro Verde           |     |
| 12    | DEL   | Rubén Bedogni         |     |
| 9     | DEL   | Juan Ramón Verón      |     |
| D. T. | D. T. | Miguel Ignomiriello   |     |

| 1     | POR   | Jorge Phoyú          |     |
| 4     | DEF   | Walter Cárdenas      |     |
| 3     | DEF   | Vicente Lecaro       |     |
| 7     | DEF   | Edison Saldivia      |     |
| 5     | DEF   | Luciano Macias       |     |
| 8     | MED   | José Paés            |     |
| 11    | MED   | Miguel Ángel Coronel | 45' |
| 15    | MED   | Jorge Bolaños        |     |
| 25    | MED   | Washington Muñoz     |     |
| 10    | DEL   | Alberto Spencer      |     |
| 17    | DEL   | Juan Manuel Bazurko  |     |
| D. T. | D. T. | Otto Vieira          |     |

| 7  | MED | Camilo Aguilar | 65' |
| 20 | MED | Daniel Romeo   | 76' |

| 11 | MED | Anderson Hurtado | 45' |

| 62' | Juan Manuel Bazurko | 0:1 |

| Principal  | Héctor Ortíz        |
| Asistentes | Ramualdo Alpi Pihlo |
|            | César Orozco        |

| 1     | POR   | Gabriel Mario Flores  |     |
| 23    | DEF   | Rubén Pagnanini       |     |
| 3     | DEF   | Ramón Aguirre Suárez  |     |
| 14    | DEF   | Hugo Spadaro          | 65' |
| 8     | DEF   | José Hugo Medina      |     |
| 5     | MED   | Juan Miguel Echecopar |     |
| 4     | MED   | Néstor Togneri        |     |
| 10    | MED   | Carlos Pachamé        | 65' |
| 11    | DEL   | Pedro Verde           |     |
| 12    | DEL   | Rubén Bedogni         |     |
| 9     | DEL   | Juan Ramón Verón      |     |
| D. T. | D. T. | Miguel Ignomiriello   |     |

| 1     | POR   | Jorge Phoyú          |     |
| 4     | DEF   | Walter Cárdenas      |     |
| 3     | DEF   | Vicente Lecaro       |     |
| 7     | DEF   | Edison Saldivia      |     |
| 5     | DEF   | Luciano Macias       |     |
| 8     | MED   | José Paés            |     |
| 11    | MED   | Miguel Ángel Coronel | 45' |
| 15    | MED   | Jorge Bolaños        |     |
| 25    | MED   | Washington Muñoz     |     |
| 10    | DEL   | Alberto Spencer      |     |
| 17    | DEL   | Juan Manuel Bazurko  |     |
| D. T. | D. T. | Otto Vieira          |     |

| 7  | MED | Camilo Aguilar | 65' |
| 20 | MED | Daniel Romeo   | 76' |

| 11 | MED | Anderson Hurtado | 45' |

| 62' | Juan Manuel Bazurko | 0:1 |

| Principal  | Héctor Ortíz        |
| Asistentes | Ramualdo Alpi Pihlo |
|            | César Orozco        |

## Barcelona Sporting Club en la Copa Libertadores de 1971
| Jugadores |       |      | Equipo técnico |
| \| N.º \| Nac. \| Pos. \| Nombre \| \| --- \| ----- \| ---- \| -------------------- \| \| 1 \| URU ! \| POR \| Jorge Phoyú \| \| 2 \| ECU ! \| DEF \| Walter Cárdenas \| \| 3 \| ECU ! \| DEF \| Vicente Lecaro \| \| 4 \| ECU ! \| DEF \| Luciano Macías \| \| 5 \| ECU ! \| DEF \| Juan Noriega \| \| 6 \| URU ! \| DEF \| Edison Saldivia \| \| 7 \| ECU ! \| MED \| José Páes \| \| 8 \| ECU ! \| MED \| Héctor Menéndez \| \| 9 \| ESP ! \| DEL \| Juan Manuel Basurco \| \| 10 \| ECU ! \| DEL \| Alberto Spencer \| \| 11 \| ECU ! \| DEL \| Jorge Bolaños \| \| 12 \| URU ! \| POR \| Luis Alberto Alayón \| \| 13 \| BRA ! \| MED \| Gerson Teixeira \| \| 14 \| ECU ! \| MED \| Miguel Ángel Coronel \| \| 15 \| ECU ! \| DEF \| Pedro Álvarez \| \| 16 \| ECU ! \| DEL \| Washington Muñoz \| \| 17 \| ECU ! \| DEL \| Juan Madruñero \| \| 18 \| ECU ! \| MED \| Anderson Hurtado \| \| 19 \| ECU ! \| DEL \| Kléber Ordóñez \| |       |      | Entrenador(es) Otto Vieira · Leyenda - Pos. : Posición - Nac. : Nacionalidad deportiva - Capitán - Lesionado - POR / ARQ : Guardameta - DEF : Defensa - MED / VOL : Centrocampista - DEL : Delantero · |
| N.º | Nac.  | Pos. | Nombre |
| 1 | URU ! | POR  | Jorge Phoyú |
| 2 | ECU ! | DEF  | Walter Cárdenas |
| 3 | ECU ! | DEF  | Vicente Lecaro |
| 4 | ECU ! | DEF  | Luciano Macías |
| 5 | ECU ! | DEF  | Juan Noriega |
| 6 | URU ! | DEF  | Edison Saldivia |
| 7 | ECU ! | MED  | José Páes |
| 8 | ECU ! | MED  | Héctor Menéndez |
| 9 | ESP ! | DEL  | Juan Manuel Basurco |
| 10 | ECU ! | DEL  | Alberto Spencer |
| 11 | ECU ! | DEL  | Jorge Bolaños |
| 12 | URU ! | POR  | Luis Alberto Alayón |
| 13 | BRA ! | MED  | Gerson Teixeira |
| 14 | ECU ! | MED  | Miguel Ángel Coronel |
| 15 | ECU ! | DEF  | Pedro Álvarez |
| 16 | ECU ! | DEL  | Washington Muñoz |
| 17 | ECU ! | DEL  | Juan Madruñero |
| 18 | ECU ! | MED  | Anderson Hurtado |
| 19 | ECU ! | DEL  | Kléber Ordóñez |

| N.º | Nac.  | Pos. | Nombre               |
| --- | ----- | ---- | -------------------- |
| 1   | URU ! | POR  | Jorge Phoyú          |
| 2   | ECU ! | DEF  | Walter Cárdenas      |
| 3   | ECU ! | DEF  | Vicente Lecaro       |
| 4   | ECU ! | DEF  | Luciano Macías       |
| 5   | ECU ! | DEF  | Juan Noriega         |
| 6   | URU ! | DEF  | Edison Saldivia      |
| 7   | ECU ! | MED  | José Páes            |
| 8   | ECU ! | MED  | Héctor Menéndez      |
| 9   | ESP ! | DEL  | Juan Manuel Basurco  |
| 10  | ECU ! | DEL  | Alberto Spencer      |
| 11  | ECU ! | DEL  | Jorge Bolaños        |
| 12  | URU ! | POR  | Luis Alberto Alayón  |
| 13  | BRA ! | MED  | Gerson Teixeira      |
| 14  | ECU ! | MED  | Miguel Ángel Coronel |
| 15  | ECU ! | DEF  | Pedro Álvarez        |
| 16  | ECU ! | DEL  | Washington Muñoz     |
| 17  | ECU ! | DEL  | Juan Madruñero       |
| 18  | ECU ! | MED  | Anderson Hurtado     |
| 19  | ECU ! | DEL  | Kléber Ordóñez       |

| Barcelona en 1971            | Barcelona en 1971                |
| Bandera de Ecuador           | Bandera de Ecuador               |
| ---------------------------- | -------------------------------- |
| \| Oficial \| Alternativo \| |                                  |
| Asociación                   | Federación Ecuatoriana de Fútbol |
| Confederación                | CONMEBOL                         |
| Oficial                      | Alternativo                      |

| Oficial | Alternativo |